# Большая Покровка (Татарстан)
Большая Покровка — деревня в Бугульминском районе Татарстана. Входит в состав Ключевского сельского поселения.

## География
Находится в юго-восточной части Татарстана на расстоянии приблизительно 8 км на восток по прямой от районного центра города Бугульма у речки Зябейка.

## История
Основана в начале XX века как поселок Покровский.

## Население
Постоянных жителей было: в 1926 году- 266, в 1938 — 18, в 1949—190, в 1958—134, в 1970—123, в 1979 — 66, в 1989 — 36, в 2002 году 47 (русские 96 %), в 2010 году 58.